# 2023–2024-es majomhimlő-járvány
A majomhimlő (mpox I. klád) új változatának járványa Közép-Afrikában már legalább 2023 szeptemberében elkezdődött. 2024 augusztusáig több mint 17 ezer esetet jelentettek, 517 halálos áldozattal, amelyek túlnyomó többsége a Kongói Demokratikus Köztársaságban volt.
2024. augusztus 14-én az Egészségügyi Világszervezet globális egészségügyi vészhelyzetnek (PHEIC) nyilvánította a járványt.

## A járvány kitörése

### Jelentett esetek
2024. augusztus 11-én:
|                                 | Ország                          | Esetek | Halálesetek |
| ------------------------------- | ------------------------------- | ------ | ----------- |
| Kongói Demokratikus Köztársaság | Kongói Demokratikus Köztársaság | 14 091 | 511         |
| Közép-afrikai Köztársaság       | Közép-afrikai Köztársaság       | 213    | 0           |
| Kongói Köztársaság              | Kongói Köztársaság              | 146    | 1           |
| Burundi                         | Burundi                         | 83     | 0           |
| Kamerun                         | Kamerun                         | 35     | 2           |
| Nigéria                         | Nigéria                         | 24     | 0           |
| Dél-afrikai Köztársaság         | Dél-afrikai Köztársaság         | 24     | 3           |
| Kenya                           | Kenya                           | 12     | 0           |
| Elefántcsontpart                | Elefántcsontpart                | 7      | 0           |
| Ghána                           | Ghána                           | 4      | 0           |
| Ruanda                          | Ruanda                          | 4      | 0           |
| Pakisztán                       | Pakisztán                       | 3      | 0           |
| Uganda                          | Uganda                          | 2      | 0           |
| Svédország                      | Svédország                      | 1      | 0           |
| Összesen                        | Összesen                        | 14 654 | 517         |